# Eski-İmaret-Moschee

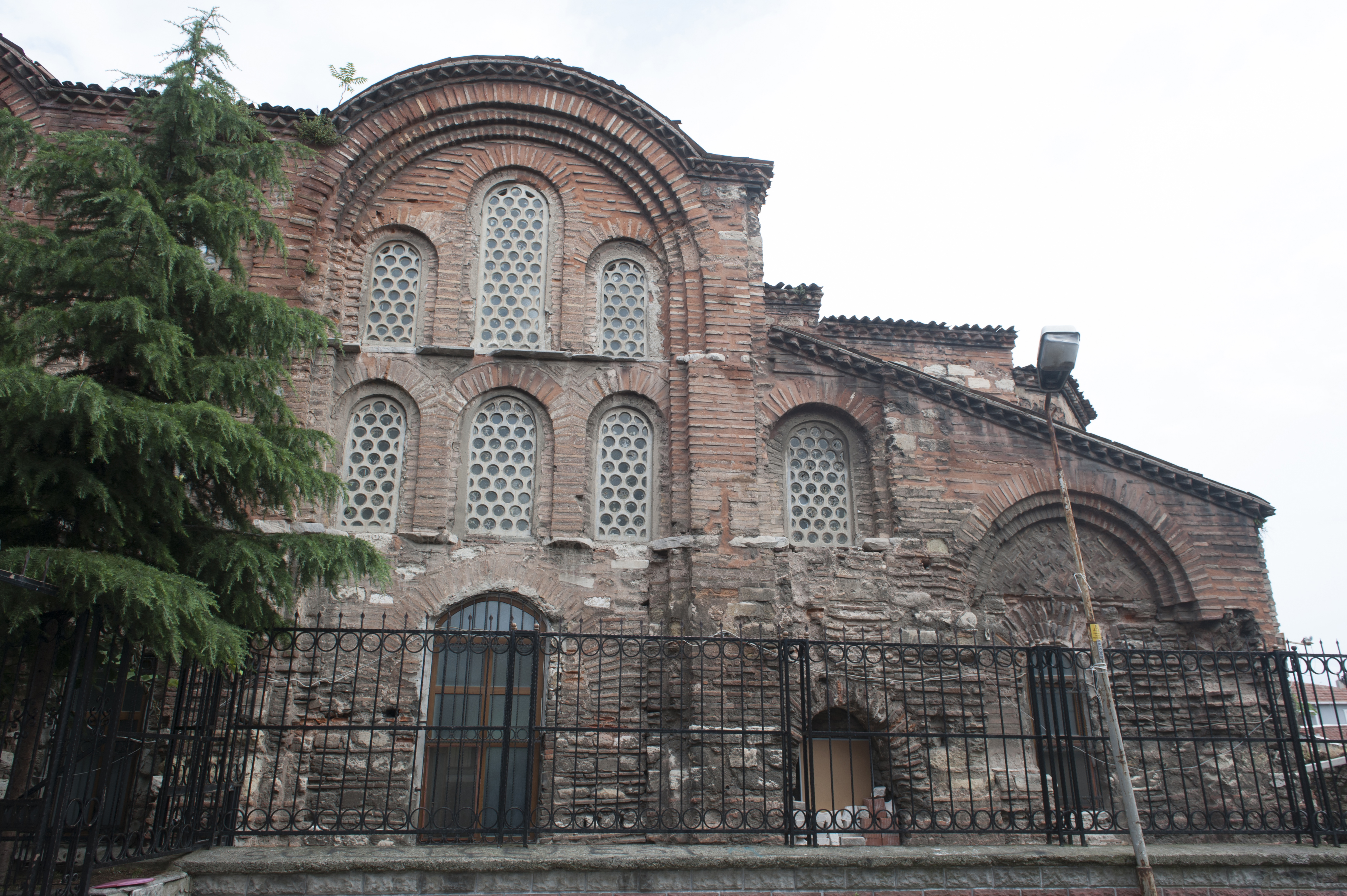
Fassade der Eski-İmaret-Moschee

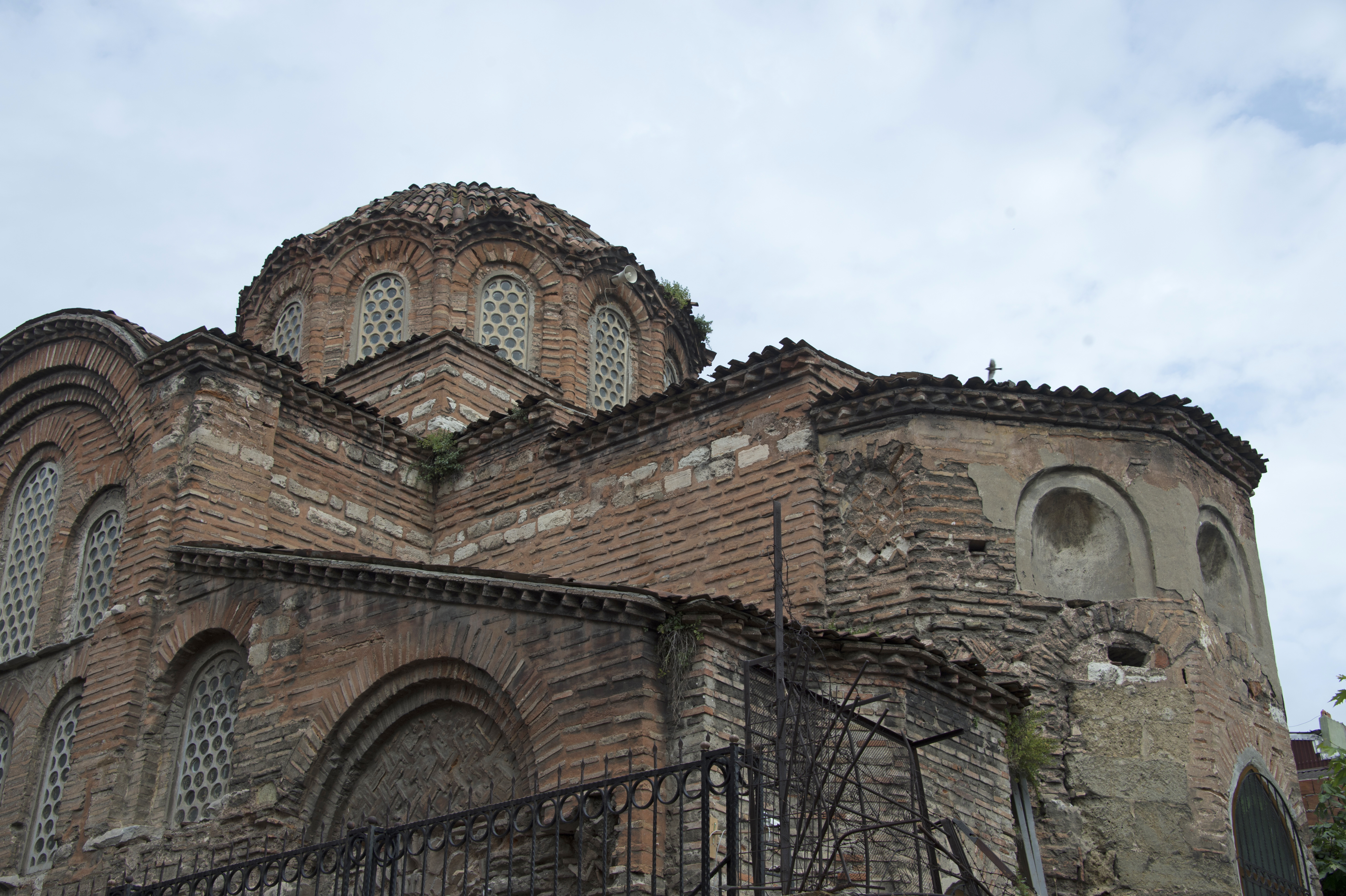
Kuppel der Moschee

Die Eski-İmaret-Moschee (türkisch Eski İmaret Camii, auch İmâret-i Atîk Camii) ist eine ehemalige byzantinische Kirche in Istanbul, die zur Moschee umgewidmet wurde. Die Kirche gilt als zugehörig zu dem Kloster Christos Pantepoptes (griechisch Μονή του Χριστού Παντεπόπτη). Es ist die einzige erhaltene Kirche des 11. Jahrhunderts in Istanbul und Zeugnis der mittleren Epoche der byzantinischen Architektur.

## Lage
Das Bauwerk liegt im Stadtviertel Zeyrek im Istanbuler Stadtbezirk Fatih innerhalb der Theodosianischen Mauer. Die Moschee liegt rund einen Kilometer nordwestlich der Zeyrek-Moschee (Pantokratorkirche).

## Geschichte
Anna Dalassene, Mutter des byzantinischen Kaisers Alexios I., ließ vor 1087 auf dem vierten Hügel von Konstantinopel ein Nonnenkloster errichten, das Christos Pantepoptes geweiht war. Anna Dalassene verbrachte dort auch ihren Lebensabend. Zu dem Kloster gehörte auch eine Kirche, die ebenfalls Pantepoptes geweiht war. Es wird allgemein angenommen, dass die heutige Moschee die frühere Klosterkirche war.
Am 12. April 1204 verlegte Kaiser Alexios V. seinen Hauptsitz während der Belagerung Konstantinopels in die Nähe des Klosters. Von diesem erhöhten Punkt aus konnte der Kaiser die venezianische Flotte des Dogen Enrico Dandolo sehen, die im Goldenen Horn zwischen Euergetes-Kloster und Blachernen-Kirche vor Anker lag. Nach der Eroberung ließ der byzantinische Monarch auf der Flucht sein purpurnes Zelt zurück und so verbrachte Balduin I. seine erste Nacht in dem Zelt. Das Kloster wurde von den Kreuzrittern geplündert und danach an den Benediktinerorden von San Giorgio Maggiore übergeben. Während des Lateinischen Kaiserreichs (1204–1261) wurde das Bauwerk als römisch-katholische Kirche genutzt.
Auf Grundlage dieser Informationen identifizierte der Patriarch Konstantius I. im 19. Jahrhundert die Eski-İmaret-Moschee mit der Pantepoptes-Kirche. Diese Identifizierung ist seither weithin akzeptiert. Nur der britische Byzantinist Cyril Mango argumentierte, dass der Ort keinen Überblick über das Goldene Horn erlaube und nannte die Region um die Yavuz-Sultan-Selim-Moschee als möglichen Standort des Pantepoptes-Klosters. Die Kunsthistoriker Neslihan Asutay-Effenberger und Arne Effenberger stimmten Mangos These zu und schlugen die von Kaiserin Theophanu im frühen 10. Jahrhundert gegründete Konstantinskirche vor und hoben die Ähnlichkeiten zum Konstantinos-Lips-Kloster hervor.
Schon kurz nach der Eroberung Konstantinopels durch die Osmanen im Jahr 1453 wurde die Kirche zur Moschee umgebaut und das Kloster zu einer Tekke umgenutzt und als Medrese und öffentliche Küche (türkisch imaret) für die nahe Fatih-Moschee gebraucht, die zu jener Zeit in Bau war. Der türkische Name Eski İmaret Camii (dt. Moschee der alten Armenküche) verweist auf diese Zeit.
Der Komplex wurde mehrfach durch Feuer beschädigt und die letzten Reste der Klostergebäude verschwanden vor rund 100 Jahren. Bis 1970 war in dem Bauwerk eine Koranschule untergebracht. Im Jahr 1970 wurde das Gebäude von dem türkischen Architekten Fikret Çuhadaroğlu restauriert und anschließend wieder als Moschee genutzt.

## Architektur

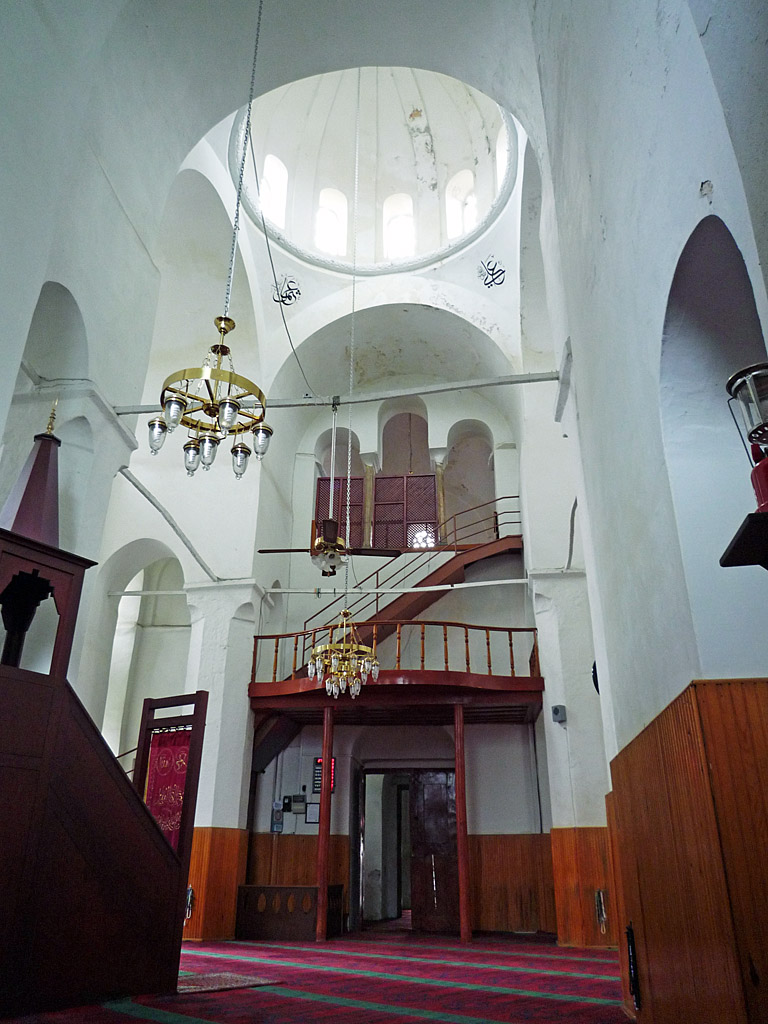
Blick ins Innere

Das Gebäude liegt an einem Hang mit Blick über das Goldene Horn auf einer Plattform mit einer Zisterne. Die umgebende Bebauung reicht bis dicht an die Moschee heran. Das Mauerwerk besteht aus Ziegeln und Stein. Dabei wurde hier eine Technik benutzt, bei der die Ziegelsteine in einem dreimal so dicken und leicht zurückgesetzten Mörtelbett verlegt wurden und so aus der Wand hervorzustehen scheinen. Die Ziegel auf dem Dach sind einzigartig bei den Kirchen in Istanbul.
Die Kreuzkuppelkirche besitzt eine zentrale Kuppel und vier Kreuzarme. Außerdem existieren ein Sanktuarium im Osten und ein innerer und ein äußerer Narthex im Westen. Dies scheint eine Ergänzung der Palaiologen-Zeit zu sein und einen älteren Portikus ersetzt zu haben. Der Narthex ist in drei Joche unterteilt. Die äußeren sind von Kreuzgewölben überspannt, dass innere von einer Kuppel.
Einzigartig ist die U-förmig umlaufende Galerie, die über dem Narthex verläuft. Die Galerie hat sowohl Öffnungen zur zum zentralen Kirchenraum wie auch zum Kreuzarm. Es ist möglich, dass die Galerie für die persönliche Nutzung durch die Kaisermutter Anna Dalassene erbaut wurde.
Wie bei vielen byzantinischen Kirchen in Istanbul wurden die vier Säulen, welche die Vierung tragen, durch Pfeiler ersetzt und die Kolonnaden an den Kreuzarmen geschlossen. Die Pfeiler teilen das Langhaus in drei Schiffe. Die Seitenschiffe münden im Osten in kleeblattförmige Kapellen, die mit dem Sanktuarium verbunden sind und in einer Apsis enden. Diese beiden niedrigen Kapellen waren Prothesis und Diakonikon. Die osmanischen Baumeister erneuerten die Apsiden und bauten ein Minarett, das nicht mehr existiert.
Die Kuppel wurde in osmanischer Zeit verändert, erhielt ihre ursprüngliche Form bei der Restaurierung im Jahr 1970 aber wieder zurück. Das zeltartige Decke der Galerie wurde durch Fliesen ersetzt, die den Formen des Gewölbes folgen.

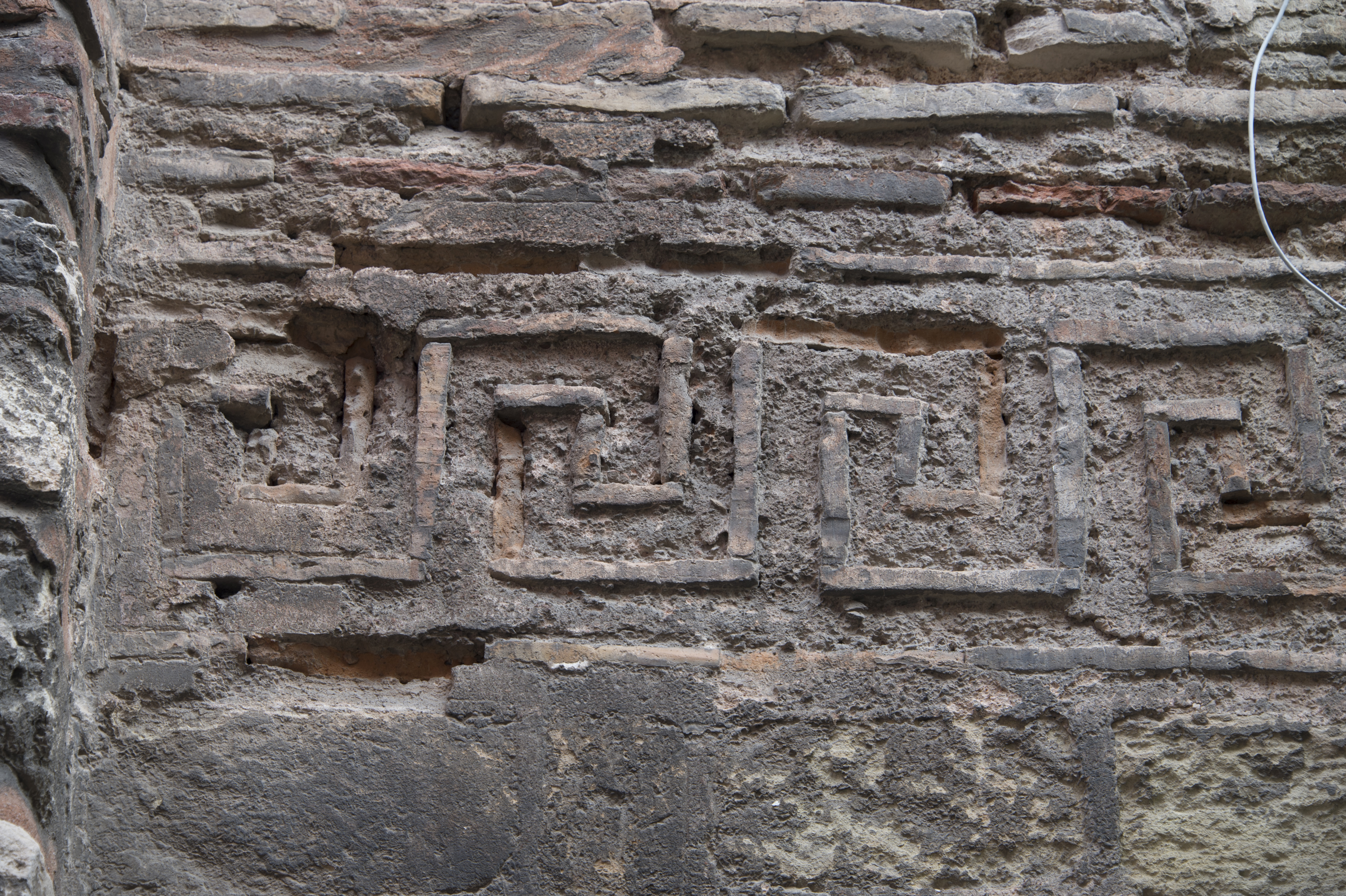
Mäander an der Fassade

Das äußere Mauerwerk ist dekorativ verziert mit Mäandern, Flechtmustern und Cloisonné. Dies ist für die griechische Architektur jener Zeit typisch, aber in Konstantinopel sonst unbekannt. Vom originalen Interieur ist nichts erhalten außer einigen Ornamentstäben aus Marmor, Gesimsen und Türrahmen.